# خوليو أسد
خوليو أسد (7 يونيو 1953 ببوينس آيرس في الأرجنتين - ) هو مدرب كرة قدم ولاعب كرة قدم أرجنتيني في مركز الوسط. شارك مع منتخب الأرجنتين لكرة القدم. أما مع النوادي، فقد لعب مع فيليز سارسفيلد ونادي أتليتيكو كولون ونادي راسينغ.

## وصلات خارجية
- خوليو أسد على موقع قاعدة بيانات كرة القدم.إي يو (الإنجليزية)
- خوليو أسد على موقع ناشيونال فوتبول تيمز (الإنجليزية)
- خوليو أسد على موقع Soccerway.com (الإنجليزية)